# Erich Ludendorff
Erich Ludendorff   (Kruszewnia, 9 d'abril de 1865 - Múnic, 20 de desembre de 1937), [ˌˀeˑʁɪç ˈluːdn̩dɔʁf], de nom complet Erich Friedrich Wilhelm Ludendorff, fou un militar, polític i teòric militar alemany. Va arribar al grau de general i fou segon oficial d'estat major, sota Paul von Hindenburg, durant la Primera Guerra Mundial. Posteriorment, durant la dècada de 1920, va donar suport actiu al moviment nacionalsocialista; però quan els nazis van ocupar el poder es va oposar a Adolf Hitler i es va apartar de la política. Llavors, va crear amb la seva dona un moviment religiós.

## Primers anys
Ludendorff va néixer a Kruszewnia a prop de Posen, al Regne de Prússia (actualment Poznań, Polònia). Fou el tercer dels sis fills d'August Wilhelm Ludendorff (1833–1905) i Klara Jeanette Henriette von Tempelhoff (1840–1914). El seu pare era descendent de comerciants de Pomerània que havien estat elevats a l'estatus de junker i la seva mare era filla del noble; però empobrit, Friedrich August Napoleon von Tempelhoff (1804–1868) i de la seva dona, Jeannette Wilhelmine von Dziembowska (1816–1854), que provenia d'una família terratinent polonesa germanitzada al costat del seu pare Stephan von Dziembowski (1779 –1859). A través de l'esposa de Dziembowski, Johanna Wilhelmine von Unruh (1793–1862), Erich era un descendent remot dels comtes de Dönhoff, dels ducs de Liegnitz i Brieg i dels marquesos i electors de Brandenburg.
Va créixer en una petita finca familiar on va ser educat amb el seu germà Hans per una tia materna. Tots dos tenien gran facilitat per les matemàtiques i, de fet, son germà fou un astrònom reputat. Després d'aprovar amb distinció l'examen d'accés a l'escola de cadets de Plön, va ser col·locat en una classe dos anys per davant del seu grup d'edat, fet que no va impedir que fos el primer de la seva classe. Posteriorment, l'educació de Ludendorff va continuar a la Hauptkadettenschule de Groß-Lichterfelde, a prop de Berlín, fins al 1882.
Després de completar la seva educació com a cadet, va rebre la seva comissió com a oficial subaltern el 1885. Més tard, el 1893, Ludendorff va ser admès a la prestigiosa Acadèmia de Guerra Alemanya i va ser recomanat pel seu comandant al Cos d'Estat Major només un any més tard. El 1904, havia augmentat ràpidament de rang per convertir-se en membre del Gran Estat Major de l'Exèrcit, on va supervisar el desenvolupament del Pla Schlieffen.
Nomenat oficial amb 18 anys, la seva carrera militar va ser excel·lent. Va formar part de l'estat major alemany des de 1894, on va ser el principal responsable de la secció de desplegament des de 1908 i va prendre part en la preparació de l'estratègia per a una possible invasió de França, l'anomenat Pla Schlieffen. Ja en aquesta època era un militarista convençut, i li agradava dir que la pau no era cap altra cosa que l'interval de temps que transcorria entre dues guerres.

## I Guerra Mundial
Durant la I Guerra Mundial va ser nomenat adjunt del cap d'estat major del segon exèrcit, sota les ordres de Karl von Bülow, responsable de la captura de la fortalesa de Lieja, que era vital per a l'èxit del Pla Schlieffen. Després d'aconseguir complir amb èxit aquesta missió, Ludendorff va ser enviat a Prússia Oriental, on va treballar amb Paul von Hindenburg i va destacar en les victòries a la batalla de Tannenberg i a les batalles dels llacs Masurians.
L'agost de 1916, quan Erich von Falkenhayn va dimitir com cap de l'estat major, Hindenburg va ocupar el seu lloc amb Ludendorff com a adjunt (Generalquartiermeister). Hindenburg i Ludendorff es van convertir en el veritable poder de decisió a Alemanya. Ludendorff va decidir lluitar contra la superioritat britànica al mar mitjançant la utilització indiscriminada del submarí, la qual cosa va provocar l'entrada dels Estats Units en la guerra. Quan Rússia es va retirar de la guerra el 1917, Ludendorff va tenir un paper essencial al Tractat de Brest-Litovsk de març de 1918, molt favorable per als interessos alemanys. Màxima autoritat de fet al front oriental durant 1918, Ludendorff va planificar una sèrie d'ofensives que no van ser capaces de col·lapsar les forces de l'Entesa. L'entrada dels Estats Units en la guerra va convertir en insostenible la posició alemanya i Ludendorff va tornar els seus poders al Reichstag el 29 de setembre. Abans d'exiliar-se a Suècia, va demanar que s'aconseguís la pau amb la màxima celeritat possible.

## La postguerra
En l'exili, va escriure nombrosos articles en què va defensar la conducta de l'exèrcit alemany durant la guerra, i on assegurava que havia estat invencible en el camp de batalla i que la derrota es devia que havia estat apunyalat per l'esquena pels polítics d'esquerres. Ludendorff va tornar a Alemanya el 1920 i posteriorment va prendre part en el Putsch de Múnic de 1923 al costat d'Adolf Hitler. El 1924 fou elegit diputat al Reichstag pel NSFB, una coalició entre el DVFP (partit de què era un dels líders) i el Partit Nazi (NSDAP), i ocupà l'escó fins a 1928. El 1925 es va presentar a la presidència de la República i va ser derrotat pel seu antic superior Paul von Hindenburg.

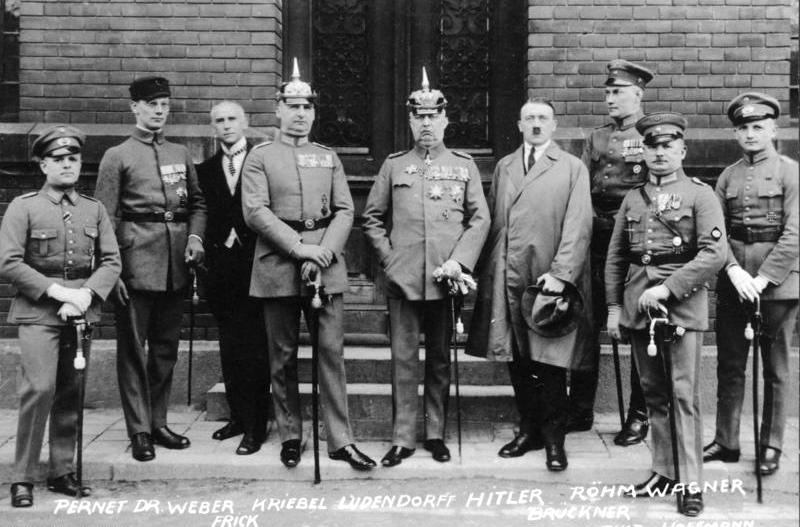
Ludendorff amb altres acusats durant el seu judici pel Putsch de Múnic.

Abans de l'ascensió dels nazis al poder, la República de Weimar va planejar enviar-lo a la Xina, juntament amb altres generals, per reformar l'Exèrcit Revolucionari Nacional de la República de la Xina, però la idea va ser rebutjada a causa de les limitacions que imposava el Tractat de Versalles i els problemes d'imatge de presentar prestigiosos generals alemanys com a mercenaris.
El 1927 tingué un dur enfrontament amb Hitler, que l'acusà de ser maçó. Admirador inicial de Hitler, posteriorment el considerà un manipulador i un personatge perillós per a Alemanya, país al qual podria dur a la ruïna. El 30 de gener del 1933, quan Hitler va ser nomenat canceller, Ludendorff va enviar el següent missatge al President Hindenburg—alguns historiadors discrepen sobre l'existència d'aital missatge: "El previnc solemnement que aquest fanàtic portarà la nostra Pàtria a la perdició i enfonsarà al país en la més espantosa de les misèries. Les futures generacions el maleiran a la tomba pel que vostè ha fet."
El 1928, Ludendorff es retirà de la vida pública, desenganyat de la política. En els anys posteriors fundà amb la seva segona dona, Mathilde, el Bund für Gotteserkenntnis («Societat per al coneixement de Déu»), una fosca societat esotèrica que continua existint avui en dia. El 1935 Hitler li oferí el nomenament de mariscal de camp si tornava a la política en el Partit Nazi, però Ludendorff ho rebutjà dient: "Un mariscal de camp ho és per naixement, no per nomenament".
Ludendorff va morir de càncer de fetge a la clínica privada Josephinum de Múnic el 20 de december de 1937, als 72 anys. En contra de la seva voluntat, se li va retre un funeral d'estat organitzat per Hitler, qui va rebutjar parlar en la seva elogia. Se'l va enterrar al Neuer Friedhof de Tutzing, a Baviera.